# The Adventures
The Adventures var en svensk popgrupp som bildades 1961 och bestod av Bill Samuelsson (sång och gitarr, Hans Persson (gitarr), Jörgen Pettersson (gitarr), Kenneth Kohlström (bas) och Björn Wallin (trummor). År 1963 kom Staffan Stenström att ersätta Kohlström. Från 1963 till 1964 var Lenne Broberg sångare i gruppen, som då även kallades Lenne & The Adventures.

## Diskografi

### Singlar
- 1962 Johan på Snippen/Theme From Leningrad
- 1964 Honky Tonk Honk/Rave On